# Festivités du 15 août à Pommerœul
Les Festivités du 15 août à Pommerœul rassemblent une procession de Notre-Dame de Pommerœul, un pèlerinage, une kermesse ainsi qu'une brocante au moment de l'Assomption à Pommerœul.

## Histoire
En l'an 1100, habitait à Ville-Pommerœul un notable prénommé Josse le Barreteur. Celui-ci était riche et avait beaucoup de terrains mais, il souffrait d'une paralysie. Il avait appris par la suite que des guérisons se sont produites grâce à la Sainte Vierge d'Aix-la-Chapelle. Sa femme et la servante de Josse le Barreteur entreprirent un pèlerinage à Aix-la-Chapelle pour demander la guérison de celui-ci. Pendant ce temps, la Vierge Marie apparut à Josse et elle lui demanda de bâtir une chapelle sur une de ses terres appelée le "hautchamp", un terrain situé au lieu-dit "Pommeroeul". Une fois guéri, il bâtit la chapelle. Rapidement, une procession s'établit et de nombreuses personnes vinrent en pèlerinage dans cette chapelle. Au fil du temps, un village se développa autour et c'est ainsi que Pommerœul devint un village à part entière. Étant de plus en plus fréquentée, la chapelle fut agrandie plusieurs fois pour devenir l'église actuelle de Pommerœul qui est réputée pour son croncq clocher,. La procession et le pèlerinage lors des Festivités du 15 août à Pommerœul sont donc très anciens et ont un peu plus de 900 ans. La procession mariale actuelle avec une douzaine de chars décorés et fleuris a été relancée en 1976. Retraçant l'histoire du miracle et l'origine du village, elle a lieu le 15 août à 16h à l'issue de la messe de l'Assomption. À la rentée du char de Notre-Dame dans l'église, une bénédiction est donnée aux enfants et aux malades. La veille au soir,  depuis le 9ème Centenaire en 2000,  la statue de Notre-Dame de Pommeroeul trônant sur un char illuminé parcourt le centre du village. À l'heure actuelle, les chars historiques éclairés  précèdent celui de Notre-Dame. la procession nocturne a lieu le 14 août dès 21h.